# 法国欧贝特科技
法国欧贝特科技是一个法国的安全技术公司，提供智能卡、印刷、识别证明、现金的防伪服务。 截至2008年，欧贝特科技的收益为8.82亿欧元。

## 历史
1842年， 欧贝特印刷公司由印刷工弗朗索瓦·查尔斯·欧贝特建立。
1984年，让-皮埃尔·萨瓦赫接手防伪印刷业务，成立欧贝特科技。
1985年，創造弗朗索瓦·查爾斯·歐貝特智能卡系統
1991年，創建弗朗索瓦·查爾斯·歐貝特支票公司等安全公司
1993年，欧贝特科技收购法国Axytrans公司。
1993年，欧贝特科技收购德纳罗公司的智能卡业务，创建欧贝特卡系统。
1997年，創造歐貝特智能卡。
1999年，收購德拉魯智能卡系統和創造歐貝特智能卡系統。
2001年，在中國開設一家工廠。
2001年，收購西班牙Logica公司。
2002年，收購法國Rapsodia公司。
2004年，在巴西開設一家工廠。
2006年，在印度開設一家工廠。
2007年，进行业务整合，成立欧贝特科技。 
2008年，收購瑞典XPonCard公司。
2008年，從證券交易所退市。
2011年，公司的安全印刷业务和现金保障部分更名为欧贝特信托公司；欧贝特科技的其余业务部分出售给Advent国际公司。

## 外部业务
2011年6月，让-皮埃尔·萨瓦赫购买了Stade Français橄榄球俱乐部的控制股权使其免于申请破产保护。作为交易的一部分，他的儿子托马斯成为了俱乐部的总裁。